# Wolfgang Selzer
Wolfgang Selzer (* 1. April 1926 in Lorsch; † 2003) war ein deutscher Archäologe.

## Leben
Wolfgang Selzer studierte Ur- und Frühgeschichte und wurde 1957 an der Universität Mainz promoviert. Zwischen 1953 und 1955 stahl er noch als Student aus dem damaligen Mainzer Altertumsmuseum zahlreiche Objekte, um sie im Heimatmuseum seines Geburts- und Wohnortes Lorsch auszustellen, was erst 1970 entdeckt wurde. Er wurde wissenschaftlicher Mitarbeiter des Mainzer Altertumsmuseums bzw. seines Nachfolgers, des Landesmuseums Mainz, und trat 1991 in den Ruhestand.

## Veröffentlichungen (Auswahl)
- Die fränkische Keramik in Rheinhessen und Starkenburg. Dissertation Mainz 1957.
- mit Karl Viktor Decker: Mainz von der Zeit des Augustus bis zum Ende der römischen Herrschaft. In: Hildegard Temporini, Wolfgang Haase (Hrsg.): Aufstieg und Niedergang der römischen Welt: Geschichte und Kultur Roms im Spiegel der neueren Forschung. Band II 5, 1, Walter de Gruyter, Berlin 1976, ISBN 3-11006-690-4, S. 457–559.
- Römische Steindenkmäler. Mainz in römischer Zeit. Katalog zur Sammlung in der Steinhalle. Zabern, Mainz 1988, ISBN 3-8053-0993-7.